# Балбал
Балба́л — тип каменной бабы; небольшой, иногда обработанный каменный столб. На Алтае и в Туве относятся ко II веку до н. э.—VIII веку н. э.; в Центральной Азии к VI—IX вв. Балбалы обычно устанавливались цепочкой у курганного надгробия в Кыргызстане, Казахстане, Тыве, Монголии. В Тюркском каганате балбалы устанавливались перед каменным изваянием с изображением лица человека.
Исследовались археологами А. Х. Маргуланом, Л. Р. Кызласовым, С. Г. Кляшторным, В. Д. Кубаревым. По сведениям А. Х. Маргулана, ранее в Каркаралинске, Баянауле встречались цепи, состоящие из 300—350 балбалов (типичное количество значительно меньше). Их число подчеркивало значимость и авторитет умершего; у полководцев Бильге-кагана и Кюль-Тегина ряды балбалов достигали 2-3 км.
Этимология термина неясна, но слово встречается уже в орхоно-енисейских надписях.
Балбалы, поставленные древними тюркскими племенами (огузы и прочие), исследователи связывают с поминанием убитых врагов: «их витязей убив, я приготовил [себе] балбалов». Ритуал дарения души убитого врага погибшему товарищу также сопровождался установкой балбала.
На балбалах иногда указывались имена побеждённых вождей. Например, Баз-каган упомянут в известной надписи, установленной Бильге-каганом в память о Кюль-тегине: «В честь моего отца-кагана [ Эльтериша] во главе [цепочки камней] поставили балбалом [изображение] Баз-кагана».